# 社会党 (秘鲁)
社会党（西班牙語：Partido Socialista，缩写为PS）是秘鲁的一个左翼政党。该党成立于2005年10月15日，部分创始成员来自1996年解散的马里亚特吉主义统一党。该党的意识形态是社会主义、民主社会主义、马里亚特吉主义。该党的领袖是哈维尔·迪耶斯·坎塞科。该党的总部位于利马。该党的青年翼是“秘鲁社会主义青年”。该党是圣保罗论坛和争取正义、生活和自由广泛阵线的成员。该党曾参加拉美社会主义协调。